# Festival de Eurovisión de Baile 2007
El I Festival de Eurovisión de baile se celebró el 1 de septiembre de 2007 en Londres, Reino Unido y fue presentado por Graham Norton y Claudia Winkleman en inglés y francés (en un principio se quiso no hacerlo en francés porque Francia no participó), contando como artista invitado a Enrique Iglesias. Los ganadores fueron la pareja de Finlandia, Jussi Väänänen y Katja Koukkula, con 132 puntos.

## Participantes
A continuación se muestra una tabla con los participantes y el resultado obtenido. Cabe destacar que Austria y Portugal acabaron con el mismo número de puntos. Sin embargo, Austria queda en quinto lugar al conseguir puntos de todos los países y Portugal en sexta posición al no recibir puntos de Irlanda y Polonia.
| N° | País y TV                 | Bailarines                                    | Estilos                  | Lugar | Puntos |
| -- | ------------------------- | --------------------------------------------- | ------------------------ | ----- | ------ |
| 01 | Suiza SRG SSR             | Denise Biellmann y Sven Ninnemann             | Pasodoble y swing        | 16    | 0      |
| 02 | Rusia RTR                 | Mariya Sittel y Vladislav Borodinov           | Rumba y tsyganochka      | 7     | 72     |
| 03 | Países Bajos · NPO / TROS | Alexandra Matteman y Redmond Valk             | Cha-cha-chá y rumba      | 12    | 34     |
| 04 | Reino Unido BBC           | Camilla Dallerup y Brendan Cole               | Rumba y showdance        | 15    | 18     |
| 05 | Austria · ORF             | Kelly y Andy Kainz                            | Jive y pasodoble         | 5     | 74     |
| 06 | Alemania · ARD / WDR      | Wolke Hegenbarth y Oliver Seefeldt            | Samba y showdance        | 8     | 59     |
| 07 | Grecia · ERT              | Ourania Kolliou y Spiros Pavlidis             | Jive y sirtaki           | 13    | 31     |
| 08 | Lituania · LRT            | Gabrielė Valiukaitė y Gintaras Svistunavičius | Pasodoble y folk lituano | 11    | 35     |
| 09 | España · TVE              | Amagoya Benlloch y Abraham Martínez           | Cha-cha-chá y pasodoble  | 9     | 38     |
| 10 | Irlanda RTÉ               | Nicola Byrne y Mick Donegan                   | Jive y bailes irlandeses | 3     | 95     |
| 11 | Polonia · TVP             | Katarzyna Cichopek y Marcin Hakiel            | Cha-cha-chá y showdance  | 4     | 84     |
| 12 | Dinamarca DR              | Mette Skou Elkjær y David Jørgensen           | Rumba y showdance        | 10    | 38     |
| 13 | Portugal RTP              | Sónia Araújo y Ricardo Silva                  | Jive y tango             | 6     | 74     |
| 14 | Ucrania · NTU             | Yulia Okropiridze y Illya Sydorenko           | Quickstep y showdance    | 2     | 121    |
| 15 | Suecia · TV4              | Cecilia Ehrling y Martin Lidberg              | Pasodoble y disco fusión | 14    | 23     |
| 16 | Finlandia · YLE           | Jussi Väänänen y Katja Koukkula               | Rumba y pasodoble        | 1     | 132    |

## Resultados
|                                              |                  | Votantes                    |                         |                    |                     |                   |                     |                   |                    |                    |                      |                     |                    |                   |                      |    |    |
| Bandera de Suiza                             | Bandera de Rusia | Bandera de los Países Bajos | Bandera del Reino Unido | Bandera de Austria | Bandera de Alemania | Bandera de Grecia | Bandera de Lituania | Bandera de España | Bandera de Irlanda | Bandera de Polonia | Bandera de Dinamarca | Bandera de Portugal | Bandera de Ucrania | Bandera de Suecia | Bandera de Finlandia |    |    |
| Participantes                                | Suiza            | X                           | -                       | -                  | -                   | -                 | -                   | -                 | -                  | -                  | -                    | -                   | -                  | -                 | -                    | -  | -  |
| Participantes                                | Rusia            | -                           | X                       | 3                  | 10                  | 3                 | 7                   | -                 | 6                  | 4                  | 5                    | 4                   | -                  | 8                 | 12                   | -  | 10 |
| Participantes                                | Países Bajos     | 5                           | -                       | X                  | -                   | 7                 | 2                   | 12                | -                  | -                  | 2                    | 3                   | -                  | -                 | -                    | -  | 3  |
| Participantes                                | Reino Unido      | -                           | -                       | -                  | X                   | -                 | -                   | 3                 | 5                  | -                  | 7                    | -                   | 3                  | -                 | -                    | -  | -  |
| Participantes                                | Austria          | 7                           | 3                       | 5                  | 2                   | X                 | 10                  | 2                 | 3                  | 3                  | 4                    | 6                   | 8                  | 5                 | 5                    | 4  | 7  |
| Participantes                                | Alemania         | 10                          | 5                       | 6                  | -                   | 10                | X                   | -                 | -                  | 7                  | -                    | 5                   | 7                  | 6                 | 1                    | 2  | -  |
| Participantes                                | Grecia           | 2                           | 4                       | 1                  | 5                   | 4                 | 5                   | X                 | 4                  | -                  | -                    | 2                   | 1                  | 2                 | -                    | 1  | -  |
| Participantes                                | Lituania         | -                           | 1                       | -                  | 6                   | -                 | -                   | 4                 | X                  | -                  | 12                   | 1                   | -                  | 1                 | 6                    | 3  | 1  |
| Participantes                                | España           | 6                           | 2                       | 2                  | -                   | -                 | -                   | 7                 | -                  | X                  | -                    | -                   | -                  | 12                | 4                    | -  | 5  |
| Participantes                                | Irlanda          | 1                           | 10                      | 7                  | 8                   | 6                 | 3                   | 1                 | 8                  | 5                  | X                    | 10                  | 12                 | 3                 | 8                    | 7  | 6  |
| Participantes                                | Polonia          | 4                           | 8                       | 4                  | 7                   | 8                 | 12                  | -                 | 1                  | 6                  | 10                   | X                   | 4                  | -                 | 10                   | 10 | -  |
| Participantes                                | Dinamarca        | -                           | -                       | -                  | -                   | 1                 | 1                   | 6                 | 7                  | 2                  | 3                    | -                   | X                  | 4                 | 2                    | 8  | 4  |
| Participantes                                | Portugal         | 12                          | 6                       | 8                  | 3                   | 2                 | 8                   | 8                 | 2                  | 12                 | -                    | -                   | 2                  | X                 | 3                    | 6  | 2  |
| Participantes                                | Ucrania          | 3                           | 12                      | 10                 | 12                  | 5                 | 6                   | 5                 | 12                 | 8                  | 6                    | 12                  | 6                  | 7                 | X                    | 5  | 12 |
| Participantes                                | Suecia           | -                           | -                       | -                  | 1                   | -                 | -                   | -                 | -                  | 1                  | 1                    | 7                   | 5                  | -                 | -                    | X  | 8  |
| Participantes                                | Finlandia        | 8                           | 7                       | 12                 | 4                   | 12                | 4                   | 10                | 10                 | 10                 | 8                    | 8                   | 10                 | 10                | 7                    | 12 | X  |
| La tabla está colocada por orden de votación |                  |                             |                         |                    |                     |                   |                     |                   |                    |                    |                      |                     |                    |                   |                      |    |    |

### Máximas puntuaciones
| N. | A            | De                                               |
| -- | ------------ | ------------------------------------------------ |
| 5  | Ucrania      | Rusia, Lituania, Polonia, Finlandia, Reino Unido |
| 3  | Finlandia    | Austria, Suecia, Países Bajos                    |
| 2  | Portugal     | España, Suiza                                    |
| 1  | España       | Portugal                                         |
| 1  | Irlanda      | Dinamarca                                        |
| 1  | Lituania     | Irlanda                                          |
| 1  | Países Bajos | Grecia                                           |
| 1  | Polonia      | Alemania                                         |
| 1  | Rusia        | Ucrania                                          |

## Retransmisión
- Las televisiones de Albania, Armenia, Bielorrusia, Bosnia-Herzegovina, Chipre, Islandia, Israel y Macedonia emitieron el festival sin participar ni votar.

- En el lado opuesto, Grecia no emitió el festival en directo debido a la situación de emergencia provocada por los incendios.

- Croacia quiso participar en un principio, pero no pudo por problemas económicos.